# Ashtabula (genre)
Pour l’article homonyme, voir Ashtabula.
Genre
Ashtabula est un genre d'araignées aranéomorphes de la famille des Salticidae.

## Distribution
Les espèces de ce genre se rencontrent en Amérique du Sud, en Amérique centrale et au Mexique.

## Liste des espèces
Selon World Spider Catalog (version 18.0, 09/03/2017) :
- Ashtabula bicristata (Simon, 1901)
- Ashtabula cuprea Mello-Leitão, 1946
- Ashtabula dentata F. O. Pickard-Cambridge, 1901
- Ashtabula dentichelis Simon, 1901
- Ashtabula furcillata Crane, 1949
- Ashtabula glauca Simon, 1901
- Ashtabula montana Chickering, 1946
- Ashtabula sexguttata Simon, 1901
- Ashtabula zonura Peckham & Peckham, 1894

## Publication originale
- Peckham & Peckham, 1894 : Spiders of the Marptusa group. Occasional Papers of the Natural History Society of Wisconsin, vol. 2, no 2, p. 85-156 (texte intégral).